# Rumpsteak Strindberg
Als Rumpsteak Strindberg bezeichnet man eine Zubereitungsvariante für Rindfleisch. Teilweise verwendet man dafür auch das Entrecôte und bezeichnet das Fleischstück entsprechend als Entrecôte Strindberg.

## Zubereitung
Für das Gericht verwendet man eine Scheibe des Rinderrückens. Je nach Rezeptur werden dafür das Zwischenrippenstück oder das Roastbeef verwendet, einschließlich der Hochrippe, die dazwischenliegt.
Zur Vorbereitung wird das Fleisch plattiert, mit Salz und Pfeffer gewürzt und mit Senf bestrichen. Anschließend drückt man beidseitig Brunoise von Zwiebeln oder Schalotten an. Viele Rezepte aus der heutigen Zeit erweitern das Rezept um eine Eihülle, d. h. das Steak wird nach dem Belegen der Zwiebelwürfel auf der Seite der Zwiebelwürfel erst in Mehl und dann in verquirltem Ei gewälzt. Das hat den Vorteil, dass die Zwiebelwürfel besser am Fleisch haften bleiben und das Fleisch von der Eihülle geschützt sanfter gart. Es wird in Speisefett beidseitig gebraten und währenddessen damit übergossen.
Auch ist heute in vielen Teilen Deutschlands die Bezeichnung Strindberg der Indikator für Rindfleisch, vorzugsweise aus dem Rücken geschnitten. Kommt das Steak aus dem Schweinerücken, wird das Gericht häufig als Steak Pilsener bezeichnet.
Aber auch viele Fischgerichte, z. B. Hecht, Barsch oder Dorsch, lassen sich mit dieser Methode verfeinern.

## Name
Der Koch Alfred Walterspiel beansprucht die Herkunft des Rezeptes in seinem Kochbuch „Meine Kunst in Küche und Restaurant“. Der 1881 geborene und gelernte Konditor war Küchenchef in Cannes, Oslo, St. Petersburg, London, Brüssel, Berlin und München. Dieses Buch schrieb er nach Kriegsende im Hotel „Vier Jahreszeiten“ in München, das 1945 als Unterkunft für US-Soldaten herhalten musste und dem Küchenchef somit Freizeit verschaffte. Auf Seite 302 seines Kochbuchs, das erstmals 1952 im Eigenverlag erschien, beschreibt er die Zubereitung des Entrecôte Strindberg mit Senf und feinen Schalottenwürfeln.
Eine andere Version erzählt, es soll vom schweizerisch-schwedischen Koch Werner Vögeli erstmals 1959 im Frankfurter Restaurant Kupferpfanne als Lendenschnitte nach Strindbergart angeboten worden sein. Nach seinem Wechsel ins Stockholmer Traditionsrestaurant Operakällaren erlangte es so große Bekanntheit, dass es heute als internationales Gericht in vielen Ländern angeboten wird.